# The Little Housekeeper
The Little Housekeeper è un cortometraggio muto del 1910 diretto da Lewin Fitzhamon.

## Trama
Una bambina nasconde il denaro in una bambola mentre sua sorella va a prendere il padre per poter catturare dei ladri.

## Produzione
Il film fu prodotto dalla Hepworth.

## Distribuzione
Distribuito dalla Hepworth, il film - un cortometraggio di 130 metri - uscì nelle sale cinematografiche britanniche nel febbraio 1910.
Si conoscono pochi dati del film che, prodotto dalla Hepworth, fu distrutto nel 1924 dallo stesso produttore, Cecil M. Hepworth. Fallito, in gravissime difficoltà finanziarie, il produttore pensò in questo modo di poter almeno recuperare il nitrato d'argento della pellicola.